# Adam Goljan
Adam Goljan (* 15. dubna 2001, Žilina) je slovenský fotbalový záložník/křídlo hrající v 2. české lize za Spartu „B“.

## Klubová kariéra

### MŠK Žilina
Goljan je odchovancem MŠK Žilina. V dospělém fotbale debutoval 3. listopadu 2019 v utkání 2. slovenské ligy proti MFK Dukla Banská Bystrica. V sezoně 2019/20 naskočil celkem do 5 utkání druhé ligy. V následující sezoně začal ve druhé lize nastupovat pravidelně, a svými výkony si řekl o šanci v prvoligovém A-týmu. V 1. lize debutoval 13. února 2021 proti FC ViOn Zlaté Moravce – Vráble. První gól vstřelil v 8. kole ligové nadstavby Trenčínu (výhra 5:3, Goljan zvyšoval na 5:1). V sezoně 2021/22 se napevno stal členem prvního týmu Žiliny.

### AC Sparta Praha
V lednu 2022 přestoupil do pražské Sparty, kde se stal součástí druholigového B-týmu.

## Osobní život
Je synem Tibora Goljana, bývalého fotbalisty (MŠK Žilina) a od roku 2020 asistenta Jaroslava Kentoše u reprezentace do 21 let.